# Processo civile telematico
Il processo civile telematico (PCT) è la disciplina del processo civile svolto attraverso strumenti digitale e, in particolare, tramite il deposito telematico degli atti, vigente nella Repubblica Italiana.
Ad oggi il PCT coinvolge il contenzioso civile, la volontaria giurisdizione, il processo del lavoro, le esecuzioni mobiliari, le esecuzioni immobiliari e le procedure concorsuali (sebbene - in via obbligatoria - solo per la fase successiva alla dichiarazione di apertura della procedura). In parallelo il Ministero della Giustizia ha abilitato un servizio per la consultazione pubblica dei dati non giudiziali attinenti al Giudice di pace.

## Storia

### L'introduzione
La previsione dell'istituzione venne affermata dalla legge 15 marzo 1997, n. 59, in particolare il disposto dell’art. 15 di detto testo normativo, infatti, attribuisce pieno effetto di legge agli atti e documenti informatici della pubblica amministrazione, così ponendo le basi per la successiva digitalizzazione delle procedure giudiziarie.
Le basi normative del processo civile telematico sono contenute nel Decreto del presidente della Repubblica 13 febbraio 2001, n. 123, Regolamento recante disciplina sull'uso degli strumenti informatici e telematici nel processo civile, nel processo amministrativo e nel processo dinanzi alle sezioni giurisdizionali della Corte dei Conti, che introdusse il processo civile telematico nell'ordinamento.

### La sperimentazione
Il PCT doveva superare una fase di sperimentazione fissata per settembre 2004, poi rimandata a settembre 2005 ed infine svolta nel 2006. Tra le sette sedi di sperimentazione, Bergamo ha dovuto rinunciare per mancanza di personale che si dedicasse alla sperimentazione e non è stata sostituita con un'altra sede pilota.
La sperimentazione attinente al software del PCT sviluppato nel 2003/2004 ha evidenziato gravi problemi relativi alle regole per la redazione degli atti ed allo strumento di redazione degli stessi, la sostituzione sia delle regole che dello strumento di redazione è però avvenuta solo nel 2008 (apportando una massiccia semplificazione per la parte tecnica). Il decreto del ministero della giustizia del 14 ottobre 2004 (Regole tecnico-operative per l'uso di strumenti informatici e telematici nel processo civile) introdusse poi le prime regole tecniche operative.
Tutte le attività svolte durante la sperimentazione sono state registrate in un sito web dotato di CMS che non è stato reso pubblico ed è stato rimosso nel 2008. La svolta relativa al primo utilizzo concreto del PCT è venuta solo nel 2006 per un articolo su Punto Informatico, fortemente critico sul PCT, a fronte delle ricerche svolte dal CNR: per ironia della sorte le ricerche erano state finanziate dallo stesso ministero. La sperimentazione "si è quindi conclusa", e l'11 dicembre 2006 il PCT è diventato operativo su Milano. La sperimentazione riguardava la pubblicazione del registro di cancelleria e relativa consultazione da parte degli avvocati (che non ha riscontrato problemi particolari), la redazione degli atti in formato xml-fo (che è risultata ostica ed onerosa): va evidenziato però che la sperimentazione era aperta al deposito del solo decreto ingiuntivo.

### L'attivazione progressiva
Presso il Tribunale di Milano è operativo dal 2007, mentre da dicembre 2008 si sono aggiunte le sedi di Bari, Bologna, Catania, Genova, Lamezia Terme, Napoli e Padova. Nella prima metà del 2009 è stato avviato anche in molte città della Lombardia, fino a raggiungere piena diffusione in tutta la Lombardia. Dal 2009 al 2010 il PCT si è esteso ad alcune città del Veneto, a Torino, a Biella ed altre città minori.
Il decreto del Ministero della Giustizia 17 luglio 2008, Regole tecnico-operative per l'utilizzo di strumenti informatici e telematici nel processo civile, introdusse nuove regole tecniche, in sostituzione del precedente D.M. del 14 ottobre 2004. La normativa introdotta nel 2008 venne però a sua volta superata dal Decreto ministeriale 21 febbraio 2011, n. 44, che modificò diversi aspetti procedurali, in particolare in ordine al flusso di dati per i depositi, e sull'uso della CPE-CPT, abbandonata in favore della sola PEC. Ad oggi, quindi, non è più necessario iscriversi ad un Punto di Accesso (così detto PDA) per poter depositare gli atti telematicamente, bastando - invece - un semplice indirizzo di posta elettronica certificata.
Infine, la materia è stata ulteriormente disciplinata dal Decreto-legge 18 ottobre 2012, n. 179 e successive modificazioni, che ha introdotto - a partire dal giugno 2014 - l'obbligo di deposito telematico di alcune tipologie di atti di causa su tutto il territorio nazionale.
Ad oggi, quindi, il processo civile telematico è pienamente attivo ed operante in tutto il territorio italiano. Ai sensi dell’art. 149-bis del codice di procedura civile, poi, la previsione dell'obbligo di PEC è transitata nei processi presso le altre giurisdizioni: in forza del rinvio contenuto nell’art. 39 del decreto legislativo 2 luglio 2010, n. 104, essa è entrata nel processo amministrativo; questo poi è a sua volta richiamato dall’art. 22 della legge 11 marzo 1953, n. 87 (Norme sulla Costituzione e sul funzionamento della Corte costituzionale), per cui la validità della notifica avvenuta mediante PEC è stata dichiarata nel giudizio dinanzi alla Corte costituzionale.
I dati forniti il 30 aprile 2016 dal Ministero della Giustizia sullo stato dell'arte del processo civile telematico segnalano, rispetto al 2015,  aumenti consistenti sia dei provvedimenti “nativi digitali”, che dei depositi telematici e delle comunicazioni telematiche all'ufficiale giudiziario, con un risparmio stimato di circa 60 milioni di euro.

### L'attività dell'AGCM
Dal 20 maggio 2016, l'antitrust ha aperto un'indagine per "accertare eventuali condotte abusive che avrebbero riguardato l'intera filiera dei sistemi informatici per lo svolgimento di servizi che attengono alla funzione giudiziaria": l'ambito è quello del PCT.

## Le funzioni

### Per gli avvocati e CTU
- Consultazione via internet, a mezzo smartcard CNS oppure OTP, dei dati dei tribunali, associati al singolo avvocato, relativamente ai registri del contenzioso civile, tribunale del lavoro, volontaria, Giudice di Pace, esecuzioni mobiliari, esecuzioni immobiliari e procedure concorsuali
- Notifica atti.
- Deposito atti e perizie, partita nel 2006 con il decreto ingiuntivo telematico ed allargata poi a tutti i riti e tipologie di atti, divenuti man mano obbligatori (al 1º giugno 2015 manca l'obbligo di deposito telematico in corte d'appello e cassazione)

### Per le parti in causa
Consultazione via internet, (a mezzo smartcard CNS oppure SPID) dei dati dei tribunali, associati alla singola parte, relativamente ai registri del contenzioso civile, tribunale del lavoro, volontaria, Giudice di Pace, esecuzioni mobiliari, esecuzioni immobiliari e procedure concorsuali.
Cancelleria per il cittadino 

## Caratteristiche

### Obblighi previsti
L'operatività è dovuta alla presenza di un punto di accesso (PdA) degli avvocati. Il PdA è stato realizzato direttamente dall'ordine degli avvocati ed in altri casi l'ordine ha effettuato una convenzione per far convergere i propri utenti su un PdA privato.
Con l'approvazione del DM 44/2011 ed il venire meno dell'obbligatorio utilizzo del PDA per provvedere ai depositi telematici, lo sviluppo del processo civile telematico ha rapidamente interessato altre regioni e città di Italia.
Con il Decreto-legge 24 giugno 2014, n. 90, a decorrere dal 30 giugno 2014 il deposito telematico è divenuto obbligatorio per gli atti relativi ai procedimenti monitori e per quelli endoprocedimentali dei giudizi civili, contenziosi o di volontaria giurisdizione, instaurati innanzi ai Tribunali Ordinari dopo il 30 giugno 2014. A decorre dal 31 dicembre 2014 tale obbligo è stato poi esteso anche alla cause iscritte al ruolo prima del 30 giugno 2014. Luca Sileni e Nicola Gargano, Codice del Processo Civile Telematico Commentato, Milano, Giuffré, 2017.
Come disposto dall'art. 16 bis del Decreto-legge 18 ottobre 2012, n. 179, per come integrato dal citato D.L 24 giugno 2014, n. 90, a decorrere dal 30 giugno 2015 l'obbligo di procedere al deposito degli atti processuali mediante modalità telematiche sarà inoltre esteso anche ai procedimenti civili, contenziosi o di volontaria giurisdizione, pendenti innanzi alle Corti di appello.

### La documentazione tecnica
La documentazione tecnica riguarda le diverse componenti del PCT che si dividono principalmente tra la consultazione del registro di cancelleria ed il deposito degli atti per quanto riguarda i PdA e che si riferiscono alla redazione degli atti e relativo imbustamento per i gestionali appositamente prodotti e individuabili a questo indirizzo Archiviato il 29 dicembre 2015 in Internet Archive. .
La consultazione del registro di cancelleria avviene a mezzo web service: questa documentazione non è stata disponibile dal 2004 fino al 2012, ma dal 2012 viene pubblicata parte della documentazione sul PST tra le news e parte nella sezione documenti alla voce "altro" http://pst.giustizia.it/PST/it/pst_26.wp Archiviato il 29 giugno 2016 in Internet Archive..
La consultazione è possibile anche attraverso l'uso di programmi certificati che permettono l'import completo dei fascicoli presenti in Polisweb (documenti, anagrafiche, eventi e scadenze).
Attraverso questi software gestionale è possibile procedere alla consultazione dei registri e in seguito al deposito telematico degli atti.
Gli schemi WSDL fin qui usati violano lo standard relativo ai web service che definisce il WS-I Basic Profile recepito nel 2004 dall'ISO.
Per il deposito degli atti è disponibile una ampia documentazione relativa alla redazione degli atti, firma, imbustamento e criptazione: la redazione degli atti è passata dal formato xml-fo al formato pdf più file xml. Per diversi anni gli schemi sono stati pubblicati con le note "Altova XMLSPY by TEAM RENEGADE", ora tali note sono state rimosse.